# ادوارد استمپ
ادوارد استمپ (انگلیسی: Edward Stamp؛ ۵ نوامبر ۱۸۱۴ – ۱۸۱۴) اهالی کسب‌وکار اهل انگلستان بود. یک دریانورد و کارآفرین انگلیسی بود که به توسعه اقتصادی اولیه بریتیش کلمبیا و جزیره ونکوور کمک کرد. استمپ که در انیک (شهر) در نورثامبرلند به دنیا آمد، به عنوان ناخدای یک ترابری بخار در جنگ کریمه در سال ۱۸۵۴ خدمت کرد.